# Emilio Bolado
Emilio Bolado Soto (Santander, 25 de octubre de 1936 - ibídem, 4 de marzo de 2008) fue un empresario y dirigente deportivo español, fundador de la constructora Emilio Bolado S. L. y el grupo homónimo y presidente del Racing de Santander entre 1987 y 1992.
A principios de los años setenta enfocó su actividad profesional a la construcción, fundando la construcción Emilio Bolado SL y más adelante el grupo homónimo, que llegó a englobar posteriormente otras firmas como Emilio Bolado e Hijos y Aglomerados de Cantabria. Con actividad en toda España, pero fundamentalmente en Cantabria, llegó a contar con una plantilla de más de 500 trabajadores.
En 1987 se convirtió en el último presidente del Racing de Santander en ser elegido por los socios del club en un proceso electoral. Bajo su gestión el equipo vivió una época muy convulsa: en 1988 se trasladó de su antiguo estadio a los nuevos Campos de Sport, situados a pocos metros, un proceso que ya estaba en marxcha cuando accedió a la presidencia. En 1990 descendió a Segunda División B y tras recuperar la categoría él mismo armó junto al entonces alcalde de Santander y posteriormente presidente del Racing, Manuel Huerta Castillo, el equipo que en 1993 conseguiría el ascenso a Primera División. También bajo su gestión el Racing de Santander cambió su forma jurídica a la de Sociedad Anónima Deportiva, en cumplimiento de la nueva Ley del Deporte, que obligó a la mayor parte de equipos profesionales de fútbol y baloncesto a hacer lo propio.
Tras presidir la junta gestora dejó la directiva en 1992, después de que el Gobierno de Cantabria y el Ayuntamiento de Santander compraran el 90% de las acciones. Tres años después formó parte del grupo de empresarios cántabros que compró el paquete accionarial mayoritario y regresó al club como consejero. Tras vender la mayoría de sus títulos, dejó el Consejo de Administración, pero se mantuvo como accionista minoriatrio y regresó como consejero en 2006, ocupando el cargo hasta su muerte el 4 de abril de 2008 en Santander.